# Conte de Noël
 (décembre 2012).
 (décembre 2012).
- Si vous ne connaissez pas le sujet, laissez ce bandeau (vous pouvez alors contacter les auteurs).
- Si vous supprimez le contenu mis en cause (vous pouvez préalablement contacter les auteurs),

argumentez précisément cette suppression dans la page de discussion
(un manque de référence n'est pas un argument ; une recherche réelle de référence doit avoir été effectuée, être formellement documentée).
Pour les articles homonymes, voir Conte de Noël (homonymie).
L’origine du conte de Noël prend sa source dans les thèmes liés à la Nativité et à l’histoire Sainte.
Les contes de Noël commencent alors à circuler au Moyen Âge. Les animaux, dotés d’intelligence et de paroles, mais aussi les anges et les lutins y occupent une place de premier choix. Les contes seront transmis oralement sous forme d'histoires, parfois moralisatrices. Le miracle se mêle finalement au merveilleux pour une histoire à raconter lors de la veillée de Noël.

## Quelques contes de Noël
- La Petite Fille aux allumettes, Hans Christian Andersen
- Chipoune et le Père Noël, Patricia Laurent -  (ISBN 9-782810-623693)
- Cacarinette En Provence, Le Secret de Noël. 2e tome de la série Cacarinette en Provence.Régine Franceschi -  (ISBN 9-782810-622825)
- Casse-Noisette et le Roi des souris, Ernst Theodor Amadeus Hoffmann